# 新右门
新右门，位于紫禁城西路、冰窖东南侧，现已拆除。

## 简介
清朝灭亡后，逊帝溥仪退居紫禁城内廷。中华民国北京政府遂在紫禁城内廷与外朝之间加建了两段墙，以分隔两个区域。东段自左翼门北侧向东至上驷院所在院落的西墙，东段正北是箭亭，南偏东为文华殿。西段自右翼门北侧向西。
新左门和新右门分别位于该墙的东段、西段。新左门正对箭亭。新右门位于养心殿造办处东侧的冰窖的东南侧。中华人民共和国成立初期，为了故宫防火需要，这两段墙及新左门、新右门被拆除。有关拆除事宜的《北京市人民政府公安局函（局治消防字三二五）》如下：

北京市人民政府公安局函
局治消防字三二五
为解决故宫博物院防火问题建议开辟交通增建水源。……（下文略）
为加强故宫博物院之防火安全，兹建议如下：
一、自协和门外，经新左门景运门往西经隆宗门往南经新右门至熙和门外，应修平道路以便消防车能驶入故宫内之中心区，因此新左门新右门须拆除……（下文略）
特用专函希请查核迅速办理并希见复为荷。
局长 罗瑞卿     副局长 冯基平 张明河
一九五〇年十二月二十日